# Оглонгі
Оглонгі́ (рос. Оглонги) — село у складі району імені Поліни Осипенко Хабаровського краю, Росія. Входить до складу Херпучинського сільського поселення.

## Населення
Населення — 530 осіб (2010; 705 у 2002).
Національний склад (станом на 2002 рік):
- росіяни — 90 %